# Hachkafah
La Hachkafah, en hébreu : השקפה,  est un terme hébraïque dont la racine signifie « observer, voir ». On  le traduit par « vision » ou « point de vue » et il définit  l'idéologie des mouvances du judaïsme. Ainsi chaque courant a sa propre hachkafah, sa vision du monde concernant la pensée et la philosophie juive. Cependant elle ne dépend que rarement de la Halakha.

## Origine
Si le terme est absent de la Torah, l'idée en découle sûrement. Elle rend la Torah pertinente pour toutes les générations. 

### Contexte
Les communautés orthodoxes sont les plus conformes à la mesorah (tradition juive) ; cependant, elles reconnaissent une évolution de la société depuis la révélation du Mont Sinaï. C'est pourquoi la hachkafah permet de contextualiser l'observance religieuse. 
Chez les Juifs orthodoxes, « loi juive » (halakha) et hachkafah sont liées : une hachkafah irrespectueuse de la loi est illégitime par essence. Alors que la halakha est rigide, permet peu d'interprétations et est donc consensuelle chez les orthodoxes, la hachkafah, plus souple, est objet de désaccord entre différentes communautés. Par exemple, les autorités halakhiques orthodoxes émettent l'interdiction d'écouter de la musique ayant des paroles profanes. Cependant, la hachkafah est source de débat entre Juifs orthodoxes modernes (qui s'autorisent la musique non-juive) et les hassidiques (qui se l'interdisent).

### Principes
La hachkafah s'inspire peut-être de Deutéronome 6:18 (דברים ו:יח) : «Et tu feras ce qui est juste et bon aux yeux de l’Éternel.» De même, le Tanakh mentionne huit fois l'expression «marcher dans Ses voies», en référence à Dieu. Ces versets mentionnent des principes fondamentaux (justice, rapprochement avec Dieu), et non des lois spécifiques comme l'observance de certaines fêtes ou rites. Ces principes fondamentaux appartiennent au domaine de la hachkafah. D'après le philosophe juif Nachmanide (en hébreu : רמב׳׳ן), la Torah ne donne que des principes généraux car elle ne peut s'adresser aux communautés de tout temps et de tout lieux. Ainsi, la Torah donne les principes généraux sur lesquels des lois plus spécifiques se construisent.
Un autre exemple de loi générale (et donc non-spécifique) est Lévitique 19:2 (ויקרא יט:ב) :  
« Vous serez saints ». Ici, Nachmanide précise son commentaire en indiquant qu'ivresse et gloutonnerie sont permises (la casherout comme condition). Pourtant, elles s'opposent à l'esprit de la loi et de la Torah. De manière plus générale, le principe qui recommande d'agir selon l'esprit de la loi, et non selon la lettre, se nomme lifnim mishurat hadin («au-delà de la ligne de la loi» ; לפנים משורת הדין). Selon un autre concept, un bon comportement précède la Torah (דרך ארץ קדמה לתורה) : avant de connaître la Torah, il faut adopter un comportement conforme au Derech Eretz (littéralement 
«le chemin de la terre», Derech Eretz désigne un comportement correct). 
Deutéronome 10:12-13 (דברים י) indique : 
«Maintenant, Israël, que demande de toi l'Éternel, ton Dieu, si ce n'est que tu craignes l'Éternel, ton Dieu, afin de marcher dans toutes ses voies, d'aimer et de servir l'Éternel, ton Dieu, de tout ton cœur et de toute ton âme; si ce n'est que tu observes les commandements de l'Éternel et ses lois que je te prescris aujourd'hui, afin que tu sois heureux?»
D'après Rachi, la « crainte » correspond ici à une croyance en une providence divine individualisée. La compréhension de la nature ainsi que le miraculeux sont impliqués, tant pratiquement que philosophiquement. L'injonction semblable de Proverbes 3:6 de «connaître Dieu dans toutes ses voies» (בכל דרכיך דעהו), est interprétée comme un fondement « duquel toute la Torah [pratique] découle», et comme l'exigence d'ajouter du spirituel aux interactions matérielles.

### Application
L'éveil de la philosophie juive marque le développement de différentes communautés orthodoxes, ayant chacune leurs hashkafot. Alors que certains principes très généraux, notamment ceux qui figurent dans la Torah et le Talmud, sont consensuels, d'autres font l'objet de désaccords. En dépit des différences entre le hassidisme et le judaïsme orthodoxe moderne , ces deux courants sont considérés par la communauté juive comme légitimes. L'idée que plusieurs interprétations peuvent être correctes est centrale dans les textes juifs. 
Ainsi, dans le Midrash, Bamidbar Rabbah 13:15, il est écrit qu'il existe «soixante-dix-sept visages de la Torah» (shivim panim la-Torah) : l'interprétation commune est que la vérité de la Torah a plusieurs facettes. De même, le Talmud babylonien déclare à propos d'un débat juridique que «cette parole-ci et cette parole-là sont les mots du Seigneurs vivant». En d'autres termes, les deux opinions sont valides. Cela explique la diversité des hashkafot qui peuvent se contredire : aucune ne détenant le monopole de la vérité, la souplesse est possible chez qui pense le judaïsme. 
La question «qui peut émettre une hashkafah?», complexe, est débattue depuis plusieurs siècles. Une hashkafah respecte la halakha ; les rabbins les plus érudits réussirent à imposer des hashkafot du fait de leur connaissance de la loi et de la philosophie juives. De nouvelles hashkafot semblent se développer durant les périodes d'instabilité, au sein de la communauté juive et de la société en général. 

## Dans différents courants

### Dans l'orthodoxie moderne
Dans le judaïsme orthodoxe moderne, la halakha est respectée. Le judaïsme orthodoxe moderne cherche à s'adapter au monde contemporain, ses membres valorisent la connaissance laïque et agissent sur les plans culturel, éducatif et politique.
En termes de sionisme religieux, des hashkavot (qui se ressemblent sans être identiques) consistent à considérer les activités laïques en lien avec Israël (comme le service militaire) comme religieusement importantes.

### Dans le judaïsme haredi
Le judaïsme haredi (aussi appelé Yeshivishe, Misnagid, ou Litvishe), dont les membres observent la halakha, valorise l'étude de la Torah et limite au maximum les interactions avec le monde moderne. Il naît en réponse à l'assimilation et à la sécularisation des Juifs au cours du siècle des Lumières, afin de réduire l'influence de la société laïque sur le peuple juif. En Israël, les Haredis vivent séparés de la société laïque. Hors d’Israël, ils  pratiquent le Torah U'Parnasah : « la Torah combinée avec un moyen de subsistance ». Ils peuvent exercer un métier ou choisir d'étudier la Torah dans un kollel.

### Dans le judaïsme hassidique
Le judaïsme hassidique est un courant juif orthodoxe fondé sur la spiritualité et le mysticisme. Comme les haredim, cette communauté observe la halakha et vit séparée des laïcs. En revanche, ses pratiques sont influencées par le mysticisme. Certaines branches hassidiques vivent avec la société laïque (par exemple, Chabad et Breslov) ; d'autres mènent une vie isolée (par exemple, Satmar), dans des enclaves, parfois même dans des villes. La pratique des hassidiques diffère de celle des haredis, les hassidiques s’adonnant à des activités spirituelles comme le tish, le Farbrengen, pratiques communales, le hitbodedut (méditation), et le mikveh (immersion rituelle), pratiques individuelles. Ils sont reconnaissables à leurs tenues noires. Le hassidisme est fondé au 18e siècle, en Europe de l'Est, par le rabbin Baal Shem Tov.

### Chez les non-orthodoxes
Le terme hashkafah, surtout employé chez les orthodoxes, se réfère avant tout aux philosophies de ses courants. Pourtant, une définition plus large de hashfakah (principes de la torah guidant l'action humaine) est adaptée à tous les courants du judaïsme. La hashkafah du  tikkoun olam (principe de réparation du monde, lié à la justice sociale) est partagé par toutes les communautés juives, bien qu'appliquées différemment par celles-ci. Ainsi, le judaïsme réformé applique le tikkoun olam en se souciant de réparer la communauté mondiale plus large, alors que le judaïsme orthodoxe peut juger ces efforts inutiles. 
C'est dans cette mesure que l'on peut parler de « hashkafah » pour les non-orthodoxes.

## Exemples d'application

### Connaissance laïque
Le judaïsme valorise la connaissance laïque ainsi que les non-juifs qui la détiennent. Le talmud, dans Brachot 58a, indique la bénédiction à dire face à un érudit non-juif : «Béni soit Celui qui donna Sa sagesse à sa chair et à son sang ». Cependant, savoir jusqu'où un Juif peut s'approprier la connaissance laïque est source de litige. Un argument consiste à affirmer que la connaissance laïque enrichit la connaissance religieuse du judaïsme. C'est l'idée prônée par Torah Umadda (en) (hashkafah concernant la relation entre Torah et savoir profane) ; l'Université Yeshiva est fondée sur ce principe. Une autre conception des choses est que la connaissance laïque représente un effort rentable, pourvu que ce savoir soit utile : par exemple, l'étude de la biologie peut permettre de devenir biologiste. 
Pourtant, l'opposition à cette connaissance existe également dans le judaïsme ; ce savoir n'étant pas assez utile, voire pouvant être antagoniste à la Torah et écarter de la vie religieuse. Le rapport à la théorie de l'évolution en est un exemple.

### Modernité
Les orthodoxes étant attachés aux traditions, la question de la modernité divise les communautés orthodoxes. Les orthodoxes modernes intègrent les interactions avec le monde contemporain dans leur théologie, ne le concevant pas comme une menace. Ils se perçoivent comme appartenant au monde moderne. Des penseurs juifs tels que les rabbins Samson Raphael Hirsch ou Joseph B. Soloveitchik mêlent des pensées modernes à leurs hashkafot. En revanche, le hassidisme s'oppose à l'intégration d'éléments modernes dans leur pensée théologique    (par exemple, leur refus de porter des vêtements modernes). À l'inverse, les Juifs orthodoxes modernes n'y voient pas d'objection, pourvu que le vêtement soit modeste.

### Rôles genrés
Dans la vie et la société juives, le rôle des femmes varie selon la hashkafah. Une hashkafah tend d'autant plus vers l'égalité des genres qu'elle accepte la modernité. Cependant, la halakha reste prioritaire sur l'ouverture vers l'égalité des genres. 
Certaines hashkafot ne s'intéressent pas à l'égalité des genres : par conséquent, elles ont tendance à attribuer des rôles différents aux hommes et aux femmes et à glorifier cette répartition. Dans les communautés hassidiques, certaines femmes s'enorgueillissent de leur rôle de mère au foyer. 
Au 21e siècle, des désaccords subsistent au sujet de l'éducation féminine, et notamment de la question «les femmes peuvent-elles étudier le Talmud?». À l'exception des juifs orthodoxes modernes, la plupart des hashkafot interdisent aux femmes l'étude du Talmud.

### Rapport à la création d'un État juif
Depuis l’émergence du mouvement sioniste, se pose la question de la légitimité d'un État juif en Israël antérieur à l'arrivée du Messie. Cette question est d'autant plus complexe que cet État est dirigé par des Juifs non-orthodoxes. L’Israël de l'époque contemporaine est un sujet épineux car la frontière entre hashfakah et halakha est floue. 
Certaines hashkafah condamnent l’État d’Israël dans son entièreté et le déclarent illégitime, c'est le cas des trois serments. À l'inverse, sionistes religieux et orthodoxes modernes conçoivent l'État d’Israël comme le premier pas d'une rédemption ; l'expression Torat Eretz Yisrael (en), du point de vue sioniste religieux, montre l'importance de la sagesse issue de la terre d’Israël. Certains groupes hassidiques-Satmar estiment que la création d'un État juif en Israël est interdite par la loi juive, et qualifient donc les sionistes d'hérétiques.

### Vie sociale
Chez les orthodoxes, la hashkafah joue un rôle central dans la vie sociale des Juifs pratiquants. Les hashkafot créent des cultures qui peuvent différer entre elles. Ainsi, aux États-Unis, les juifs orthodoxes modernes se regroupent en communautés qui possèdent leurs synagogues, lycées, et centres communautaires. Les Juifs hassidiques vivent également entre eux car l'intégration sociale est complexe. Des personnes ayant une même hashkafah préfèrent vivre ensemble car elles partagent plus de choses.

### Mariage et rencontre amoureuse: shidduchim
Le shiddoukh désigne le mode de rencontre traditionnel des juifs précédant le mariage, encore pratiqué par les Juifs orthodoxes. Ce rite est influencé par les hashkafot. Nombreux blogs juifs évaluent la compatibilité de jeunes hommes et femmes ayant différentes hashkafot. Des sites de rencontre, comme JWed ou JDate, demandent aux inscrits de renseigner leur hashkafah. L'opinion selon laquelle femme et mari ayant la même hashkafah auront un mariage plus heureux que dans le cas contraire est répandue.

### Port de la kippa

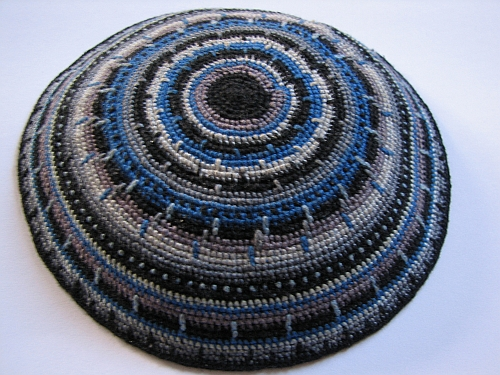
Kippa colorée et tricotée, «srugie»

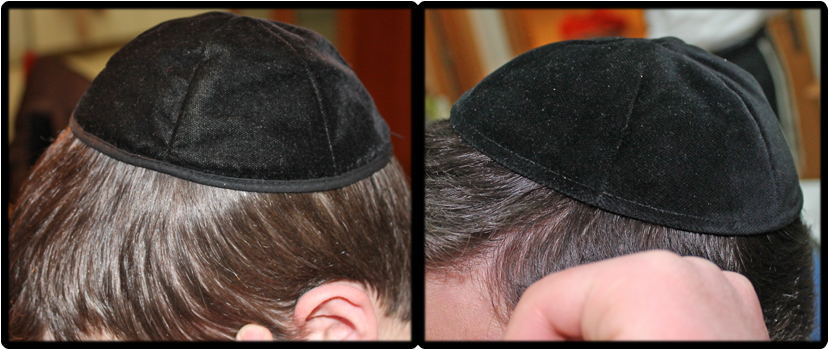
kippa en velours noir

La manière dont les hommes se couvrent la tête dépend également de la hashkafah. Ceux qui s'identifient comme sionistes religieux ou orthodoxes modernes portent souvent des kippot colorées et tricotées. En anglais, elles sont surnommées «srugie» (tricotées ou crochetées), ce terme pouvant avoir de bonnes ou de mauvaises connotations. Les haredis portent des kippot noires, en velours. Une opinion commune est que la kippa reflète une conscience de hashkafa et d'affiliation sociale. Mettre une personne à l'écart en raison de sa kippa est critiqué.